# 司薫
司 薫（つかさ かおる、2月22日 - ）は、日本の女優、声優。千葉県出身。大沢事務所所属。

## 来歴
2025年2月28日、同年3月31日付でオフィスPACが事業停止することに伴い、大沢事務所に移籍。

## 人物
特技は絵を描くこと。趣味はウォーキング、オカルト話収集。

## 出演

### テレビアニメ
- 啄木鳥探偵處（2020年、女中ミルクホール、女中）
- ルパン三世 PART6（2021年、女性客）
- すばらしきこのせかい The Animation（2021年、女性A、参加者A）
- 夜のクラゲは泳げない（2024年、先生、美容師）
- 烏は主を選ばない（2024年、中央の娘）
- 謎解きはディナーのあとで（2025年、参列者[初出 1]）

### 劇場アニメ
- 金の国 水の国（2023年）

### ゲーム
- プリンセスコネクト!Re:Dive（2018年）
- バイオハザード ヴィレッジ（2021年、ロクサーナ）
- 新すばらしきこのせかい（2021年）

### 吹き替え

#### 映画
- アクアマン/失われた王国（ニュース女A[6]）
- アグリーズ
- クローゼットに閉じこめられた僕の奇想天外な旅
- 社会から虐げられた女たち
- ジュラシック・ワールド（モサ・ガイド〈コートニー・ジェームズ・クラーク〉[7]）※ザ・シネマ版
- スター・ウォーズ/スカイウォーカーの夜明け
- ダーク・ハーヴェスト
- バーズ・オブ・パラダイス
- フラクチャード

#### ドラマ
- AJ&クイーン（母親、ベス）
- NCIS: ニューオーリンズ
- クリミナル・マインド FBI行動分析課
- ショート・サーキット（ケンドラ・ヴァンダー・ヴリエット）
- ダーク・マテリアルズ/黄金の羅針盤
- ダッシュ&リリー（リーザ）
- NOLLY ソープオペラの女王（ジェーン・ロッシントン〈アントニア・バーナス〉[8]）
- ピースメイカー
- ファースト・デイ わたしはハナ!
- プリーチャー
- ブリジャートン家（ジュヌヴィエーヴ）
- ベイビー・フィーバー（マリー）
- MANIFEST/マニフェスト シーズン3
- マンダロリアン
- ミスター・メルセデス3
- レ・ミゼラブル（ゼフィーヌ〈アヨーラ・スマート〉 他）
- ロキ
- ワンダヴィジョン

#### アニメ
- クルードさんちのあたらしい冒険
- スター・ウォーズ: バッド・バッチ
- スタービーム
- 立ち上がれ! ペット団 〜ロボシティを救え〜
- ハロー、ニンジャ!（ママ 他）
- ミッキーとミニー クリスマスにねがいを
- ミッキーマウス ミックス・アドベンチャー

### ボイスオーバー
- ネクスト・イン・ファッション

### 初出話一覧
1. ↑  第1話初出